# Makay Zsolt
Makay Zsolt (Halmi, Románia, 1977. augusztus 16. –) magyar politológus, politikus, 2010 és 2011 között a Magyar Demokrata Fórum, majd 2015-ig a Jólét és Szabadság Demokrata Közösség elnöke.

## Élete
Makay Zsolt 1977-ben született a romániai Halmiban, családjával gyermekkorában települtek át Magyarországra. Középiskolai tanulmányait a Debreceni Református Kollégium Gimnáziumában végezte, majd 2001-ben a Debreceni Egyetem politológia szakán szerzett diplomát.
1997-ben a Magyar Demokrata Fórum tagja lett, 2002-től 2006-ig a párt debreceni szervezetének elnöke volt. 2002 és 2010 között Hajdú-Bihar Megyei Önkormányzat Közgyűlésének tagja, a 2006-os önkormányzati választást követően az MDF-Hajdúvárosok Szövetsége frakciójának vezetője volt. 2004-ben az MDF Hajdú-Bihar megyei választmányának elnöke és az országos elnökség póttagja lett. 2006-tól a párt országos elnökségének teljes jogú tagja volt. A 2006-os országgyűlési választáson az MDF országos listájának 17. helyén szerepelt, így nem jutott a parlamentbe.
2007-ben az MDF alelnökének választották, majd 2008 októberében az országos választmány alelnöke lett. A 2009-es európai parlamenti választáson a párt listájának 15. helyén, a 2010-es országgyűlési választáson az országos lista 3. helyén szerepelt, így nem szerzett mandátumot. Dávid Ibolya lemondása után, 2010 júniusában választották az MDF elnökévé. Vezetésével alakult át a párt 2011-ben Jólét és Szabadság Demokrata Közösségé. A 2014-es országgyűlési választáson a JESZ listavezetője volt, de a párt a szavazatok mindössze 0,2%-át szerezte meg, ezért nem jutott a parlamentbe. 2015-ben a JESZ tiszteletbeli elnökének választották, ezt követően visszavonult a politikától.